# The New Dark Age
The New Dark Age è il terzo album in studio del gruppo musicale finlandese Kiuas, pubblicato nel 2008.

## Tracce
1. The Decaying Doctrine – 4:55
2. Conqueror – 5:06
3. Kiuas War Anthem – 4:36
4. The New Dark Age – 5:03
5. To Excel and Ascend – 5:55
6. Black Rose Withered – 3:50
7. After the Storm – 5:40
8. Of Sacrifice, Loss and Reward – 4:42
9. The Summoning – 4:58
10. The Wanderer's Lamentation – 6:45

Tracce Bonus
- Towards the Hidden Sanctum (Traccia Bonus Giappone) – 5:25
- Electric Crown (Traccia Bonus UK; Testament cover) – 5:23
- Sailing Ships (Traccia Bonus UK; Whitesnake cover) – 6:14

## Formazione
- Ilja Jalkanen − voce
- Mikko Salovaara − chitarra, voce
- Markku Näreneva − batteria
- Atte Tanskanen − tastiera
- Teemu Tuominen − basso